# Edgar Barrera
Edgar Barrera, también conocido como Edge, es un compositor, productor y músico mexicano radicado en Miami, Florida. Ha ganado un total de 18 premios Grammy Latinos y un premio Grammy. Ha escrito y producido canciones para artistas como Ariana Grande, Madonna, Shakira, Maluma, Camilo, Christian Nodal, Gera MX, Ángela Aguilar, Daddy Yankee, Marc Anthony, Jennifer Lopez, CNCO, Yandel, Prince Royce, Sebastián Yatra, Mau y Ricky, Abraham Mateo, Manuel Turizo y muchos más.

## Biografía
Edgar nació en la ciudad de Miguel Aleman, Tamaulipas.
Fue a probar suerte a la ciudad de Miami, Florida, donde comenzó su exitosa carrera.